# Салабат Джанг
Мір Саїд Мухаммад-хан Сіддікі Бейефенді або Салабат Джанг (24 листопада 1718 — 16 вересня 1763) — нізам Хайдарабаду від початку 1751 до липня 1762 року.

## Життєпис

### Початкова діяльність
Третій син нізама Асаф Джаха I. Народився 1718 року, отримавши ім'я Мухаммад-хан. Брав участьу військових кампаніях батька. 1748 року було призначено наїбом-субадаром (заступником) свого брата Газі уд-Діна-хана Фероз Джанга II, візира імперії Великих Моголів. Невдовзі отримав фірман від падишаха Мухаммад Шаха з титулом салабат джанг, під яким в подальшому він став відомим. 1749 року отримав також титул хан-багадур.
Невдовзі з початком Другої Карнатакської війни був ув'язнений за наказом брата Насір Джанга. 1751 року після повалення французами нізама Музаффар Джанг отримав свободу та поставлений на трон Гайдарабаду.

### Володарювання
Погодився залишити французів у Декані, відновивши їх попередні права та привілеї. Також останні отримали села Нізампатнам, Аламанава, Янаон і Махфузбандар. Також дозволив використовувати порт Масуліпатам для постачання французької армії. Першим військовим радником став маркіз Шарль де Бюссі-Кастельно, якому на прохання нізама могольський падишах надав мансаб 7 тис. зат.
Невдовзі стикнувся з Фероз Джангом II, який в союзі з Баладжі Баджі Рао, пешвою Держави маратхів, що намагався повалити Саламбат Джанга. Союзники зайняли Аурангабад, де Фероз Джанга оголосили законним нізамом. Але атака Дамаджі Рао Гайквада, магараджи Вадодари, змусило пешву повернутися до себе. 18 червня Саламбат Джанг повернув собі Аурангабад.
В умовах нової кампанії нізам встановив листування з Тара Баї, впливовій при дворі чатрапаті в Колхапурі, намагаючись отримати допомогу у боротьбі проти пешви. В битві біля Парнеру завдяки діям де Бюссі маратхам було завдано поразки. Невдовзі завдяки французам вдалося захпоити табір пешви в Кукаді. 27 листопада 1751 року було захоплено важливе місто Ранджангаон і повністю знищено Талегаон. В результаті виникла загроза для Пуни, резиденції Баладжі Баджі Рао. Останній невдовзі отримав військову допомогу від магараджи Махаджі Скіндії. 27 листопада в битві на річці Годаварі вдалося стримати несподівану атаку пешви.
Водночас Раґходжі I, магараджа Нагпуру, захопив володіння нізама між Пенгангою та Ґодаварі. Нізам наказав відступити до Ахмеднагару. 7 січня 1752 року в Шінгва було підписано перемир'я з пешвою. У вересні 1751 року передав французам порт Масуліпатам. Цивільними справами тепер опікувався граф Жозеф Франсуа Дюплекс, а військом — Шарль де Бюссі. Проте їм довелося приборкувати повстання афганських найманців, що не отримали платні. Французи надали позику в 150 тис. рупій та перемогли Лашкарі-хана.
Водночас Фероз Джанг II в союзі з пешвою і Малхар Рао I, магараджею Індауру, почав нову кампанію проти нізама. Коаліція у вересні 1752 року зайняла важливі міста Бурханпур і Аурангабад, проте 16 жовтня Фероз Джанг II раптово помер. Невдовзі нізам уклав з пешвою Бхалкінський договір, за яким Гайдарабад втратив місто й форт Тримбак і землі на захід від Берару від Тапті до Ґодаварі.
1753 року французи придушилипотужне повстання на чолі із Сайїдом Лашкарі-ханом, який звернувся по допомогу до Британської Ост-Індської компанії. За це та для відшкодування боргів в 5 млн рупій нізам передав Франції паргани Раджамундрі (багату тиковими лісами), Шрікакулам (центр рисоводства), Еллоре, Мустафанагар. Невдовзі де Бюссі погасив усі борги перед вояками Салабата Джанга та французькими сіпаями.
1760 року вирішив скористатися складнощами пешви Баладжі Баджі Рао, атакувавши його володіння, але в запеклій битві біля Удгіра нізаму було завдано тяжкої поразки, внаслідок чого той втратив частину західних володінь. На початку  1761 року, отримавши звістку про поразку арміїпешви в битві при Паніпаті, нізам відправив військо під орудою свого брата Алі-хана для захоплення Пуни. Але зрештою в битві при Камбхарґонді той зазнав поразки. Незважаючи на це на бік нізама перейшов Джаноджі, магараджа Наґпра, з яким було поділено Берарську субу. Водночас пешва поступився парганою Бідар.
8 липня 1762 року повалений братом Алі-ханом, ув'язнений у в'язниці у форті Бідар, де він був убитий 16 вересня 1763 року.